# Divito
José Antonio Guillermo Divito (Buenos Aires, 16 de julio de 1914 - Lages, Brasil, 5 de julio de 1969) fue un dibujante, humorista, caricaturista, historietista y editor argentino que, a través de sus ilustraciones e historietas, cambió el pulso del humor gráfico argentino en las décadas de 1940 a 1960. Fue el fundador y director de la famosa revista Rico Tipo.

## Primeros trabajos
Nace en Buenos Aires en el seno de una familia pudiente y tradicional. Su padre, un prestigioso médico, tiene prevista para él una sólida carrera universitaria y lo inscribe en el colegio Champagnat de Luján, pero pronto comienza a delinear una vida que siempre estuvo más ligada a los placeres mundanos y, sin completar sus estudios, comienza tempranamente a presentar sus trabajos en la Editorial Columba.
En Páginas de Columba, aparece en 1931 su primer trabajo, que registra la influencia del caricaturista Alberto Iribarren, reconocido por Divito como su maestro. De allí en más, todo es una vertiginosa carrera hacia la fama y el cariño del público. En 1933, a sus 19 años, ya está dibujando en la redacción de Sintonía y colaborando en diversas publicaciones: El Hogar, Semana Gráfica, Crítica y Patoruzú.
Con su llegada a esta última, mítica publicación argentina, dirigida por Dante Quinterno, da el gran salto hacia un estilo propio. Pronto pasa a formar parte del elenco efectivo de esta publicación, y desarrolla allí sus personajes El enemigo del Hombre y Oscar dientes de leche. Pero todavía se encuentra encorsetado por el conservadurismo de la revista y decide dar el gran salto: tener una revista propia.

## Rico Tipo
Así llega su revista: Rico Tipo, que ve la luz el 16 de noviembre de 1944. Al año siguiente, la revista alcanza una tirada de 350.000 ejemplares semanales. El éxito radica en el estilo desenfadado respecto de otras publicaciones y en la enorme calidad de sus colaboradores.
En Rico Tipo, Divito desarrolló sus más notables personajes. Comenzando por las Chicas, que había comenzado a dibujar en la revista Patoruzú y que fueron, probablemente, la causa de que dejara esa revista al pedirle Dante Quinterno que les alargara las faldas.
A las Chicas, hay que agregar El otro yo del doctor Merengue, Falluteli, Bómbolo, Pochita Morfoni, Fúlmine, Gracielita y El abuelo, entre otras creaciones.
La revista fue una verdadera brisa fresca en la Buenos Aires de esa época, atrayendo por su gráfica de un estilo más suelto y menos previsible que la del semanario Patoruzú y un erotismo que luego resultaría naif, pero que venía a romper con la pacata versión de los semanarios de la época en esa ciudad.
La inmensa calidad de sus colaboradores, cimentó además una trayectoria en la que muchos grandes del humor argentino hicieron sus primeros pasos, mientras que otros aportaron y acrecentaron su experiencia y buen hacer. Como bien dijera Geno Díaz: "todo el quién es quién del humor argentino pasó por Rico Tipo". Oscar Conti "Oski", Alejandro del Prado "Calé", Horacio S. Meyrialle, Carlos Warnes "César Bruto" o "Napoleón Verdadero", Miguel Ángel Bavio Esquiú "Juan Mondiola", Rodolfo M. Taboada, Juan Ángel Cotta, Aldo Cammarota, Faruk, Gius, Pedro Seguí, Toño Gallo, Joaquín Lavado "Quino", Billy Kerosene, Mazzone, Wimpi, Guillermo Guerrero, Adolfo Mazzone, Alfredo Levalle, Tomás Elvino Blanco, Lalo Rey y una inabarcable lista transitaron por Rico Tipo en sus 28 años de vida. La revista fue clara fuente de inspiración del artista chileno Pepo, creador de la revista Pobre Diablo -en clara alusión a Rico Tipo- en el año 1946, dos años después de la salida de Rico Tipo, y que a larga daría vida a Condorito, su obra más emblemática, con claras muestras de influencia hasta inclusive el dibujo.
La revista alcanzó tal éxito y popularidad que llegó a imponer la moda de la Buenos Aires de su época. Las mujeres querían parecerse a las Chicas de Divito, que frecuentemente aparecían en las tapas de la revista. Pero también muchos hombres adoptaban los vestuarios de sus personajes: trajes cruzados con chaquetas muy largas y con muchos botones.
En el año 2005, el Museo del Dibujo y la Ilustración realizó en el Museo Eduardo Sívori de Buenos Aires la muestra "Chicas de Divito", que se considera la primera muestra de un ilustrador en un museo oficial de Argentina.
Los años sesenta, con su soplo de liberalidad sexual, comenzaron a debilitar la influencia de la revista. Los sucesos políticos en el país, asimismo, requerían la mirada hacia esos temas, tan lejanos a Divito. El destino de la publicación hacia finales de los sesenta hubiese sido cambiar su estilo o desaparecer. Divito, muerto en 1969, no llegó a ver la desaparición de su revista, que se produjo tres años más tarde, ni un cambio de estilo que seguramente no le hubiese gustado.
Amante de la noche, los coches deportivos, el jazz, las mujeres y la buena mesa, Divito sabía sintonizar con el ciudadano medio de su época y retratar sus pasiones y sus represiones, sus gustos y sus frustraciones, causando una fuerte identificación en todos los estratos sociales. Divito queda para siempre ligado en la memoria del público a esta publicación, que desaparece tres años después de su muerte, tras 28 años de circulación.
En el año 2009 participa con un original de Chicas de Divito y tiras de sus principales personajes; en la muestra "Bicentenario: 200 años de Humor Gráfico" que el Museo del Dibujo y la Ilustración realiza en el Museo Eduardo Sívori de Buenos Aires, homenajeando a los más importantes creadores del humor gráfico en Argentina a través de su historia.

## Personajes
Las Chicas de Divito, como se las llamaba, eran de físico exuberante aunque estilizado: cintura pequeña, amplias caderas, busto prominente, piernas largas y curvilíneas que remataban en delgadísimos tobillos. Ocupaban muchas veces la tapa de la revista, pero también tenían su página interior, muchas veces representando coristas o chicas en la playa que lanzaban sus suaves maledicencias hacia otras o deslizaban sus aventuras interesadas con ingenuos hombres adinerados, en chistes de un solo cuadro.
La mayoría de sus otros personajes se desarrollaban en pequeñas historietas de tres o cuatro cuadros. Una de sus más notables creaciones fue, sin duda, El otro yo del doctor Merengue. El Dr. Merengue retrataba al personaje que mostraba lo más convencional, las formas correctas, mientras que su "otro yo" deslizaba sus verdaderos pensamientos, deseos o intenciones. Retrato psicoanalítico de la realidad de la época, tuvo por parte del público una inmediata acogida.
Bómbolo, por el contrario, representaba al incauto que cree en las buenas intenciones de la gente. Falluteli era el típico empleado de oficina trepador, siempre haciendo méritos ante el jefe, pero haciendo gala ante sus compañeros de su fidelidad para con ellos.
El abuelo era un anciano siempre al acecho de chicas jóvenes, un "viejo verde" simpático e ingenuote.
Pochita Morfoni, una glotona sin redención, Fúlmine, un hombre-imán para las desgracias y la mala suerte y Gracielita, una niña muy moderna y despierta, fueron otras de sus creaciones.

## Cine
Participó haciendo de él mismo en la película Mala gente. Sus personajes inspiraron varias películas, entre ellas Fúlmine dirigida en 1949 por Luis Bayón Herrera.

## Tragedia y fallecimiento
Divito falleció en un accidente de carretera en Brasil, chocando con su auto deportivo rojo contra un camión el 5 de julio de 1969. Falleció en el acto. Tenía 54 años.